# Lars Danielsson (dansk bassist)
 Der er flere personer med dette navn, se Lars Danielsson.
Lars Danielsson (født 14. februar 1960 i Gentofte, Danmark) er en dansk bassist. Også kendt som Lars Larry Danielsson og Lars DK Danielsson. Han spillede blandt andet i Tøsedrengene i slutningen af denne gruppes karriere. Herudover har han været bassist i bandet De 5 og spillet med Sanne Salomonsen, Thomas Helmig, Lisa Nilsson, Palle Mikkelborg, Marilyn Mazur, Eagle Eye Cherry. . Georg Wadenius (en), Lou Marini (en). Lærer for Ida Nielsen.[kilde mangler]